# Groupe Courbet
Pour les articles homonymes, voir Courbet.
Le groupe Courbet (en catalan : Agrupació Courbet) est un groupe artistique fondé à Barcelone en 1918 par Josep Llorens i Artigas et Josep Francesc Ràfols avec pour objectif la rénovation du noucentisme. Il est né de la volonté d'assistants du cercle artistique de Saint-Luc. Ses membres revendiquent comme maître le peintre Gustave Courbet dont ils veulent s'inspirer de l'attitude révolutionnaire. 
Créée par Josep Llorens i Artigas et Josep Francesc Ràfols, l'association attire de nombreux peintres comme Rafael Benet (es), Francesc Domingo, Marià Espinal (ca), Lluís Llimona, Joan Miró, Josep Obiols, Enric C. Ricard, Olga Sacharoff, Rafael Sala (ca), Josep de Togores (ca) et Joaquín Torres García.
Le groupe ne revendique pas un style pictural homogène, mais seulement la rénovation du panorama artistique catalan, une rénovation plastique du noucentisme. Il dure peu de temps et est dissous en 1919, lorsque plusieurs de ses membres intègrent le mouvement Les Arts i els Artistes (ca).